# Bremer voetbalkampioenschap 1910/11
In 1910/11 werd het twaalfde Bremer voetbalkampioenschap gespeeld, dat georganiseerd werd door de Noord-Duitse voetbalbond. Bremer SC werd kampioen en nadat ze ook de Bremerhavense kampioen FC Bremerhaven versloegen namen ze deel aan de Noord-Duitse eindronde. De club verloor in de eerste ronde van Marine SC Wilhelmshaven.

## Eindstand
| Plaats | Club                   | Wed. | W  | G | V | Saldo | Ptn  |
| ------ | ---------------------- | ---- | -- | - | - | ----- | ---- |
| 1.     | Bremer SC 1891         | 12   | 11 | 0 | 1 | 44:11 | 22:2 |
| 2.     | FV Werder Bremen       | 12   | 11 | 0 | 1 | 50:16 | 22:2 |
| 3.     | Bremer BV 01           | 10   | 6  | 0 | 4 | 18:19 | 12:8 |
| 4.     | FC Britannia 01 Bremen | 11   | 4  | 0 | 7 | 23:30 | 8:14 |
| 5.     | FC Lloyd Bremen        | 11   | 3  | 0 | 8 | 32:43 | 6:16 |
| 6.     | FV 1896 Komet Bremen   | 11   | 2  | 0 | 9 | 14:34 | 4:18 |
| 7.     | FC Germania 01 Bremen  | 9    | 1  | 0 | 8 | 14:42 | 2:16 |

|  | Kampioen |

## Play-off voor de Noord-Duitse eindronde
Heen
|  |                |       |                          |        |
|  | Bremer SC 1891 | 3 – 2 | FC Bremerhaven-Lehe 1899 | Bremen |
|  |                |       |                          | Bremen |

Terug
|  |                          |       |                |             |
|  | FC Bremerhaven-Lehe 1899 | 2 – 5 | Bremer SC 1891 | Bremerhaven |
|  |                          |       |                | Bremerhaven |